# Harry Roy
Harry Roy (egentligen Harry Lipman), född den 12 januari 1900, död den 1 februari 1971, var en brittisk orkesterledare och jazzklarinettist.
Harry Roy bildade tillsammans med brodern Sid ett band som de kallade The Darnswells; så småningom byttes namnet till Original Crichton Lyricals. Orkestern blev populär i slutet av 1920-talet. År 1931 lämnade Harry bandet för att bilda ett eget som kom att heta The Harry Roy Band. Även denna orkester nådde en viss status i England och spelade på olika hotell och scener. Åren 1935 och 1936 medverkade bandmedlemmarna i filmerna Everything is Rhythm respektive Rhythm Racketeer.
1949 startade Roy ett nytt dansband, men det blev kortlivat; storbandseran höll på att dö ut. Under 1950-talet drev han i stället en egen restaurang.
Harry Roy blev mest känd för sina humoristiska framträdanden. När Povel Ramel såg en konsert med Roy 1938 på London Palladium i London blev han genast förtjust i tanken att kombinera humor med musik.